# Atrichopogon tatricus
Atrichopogon tatricus är en tvåvingeart som beskrevs av Remm 1981. Atrichopogon tatricus ingår i släktet Atrichopogon och familjen svidknott. Inga underarter finns listade i Catalogue of Life.